# Augustin Chiriță
Augustin Eduard Chiriță (ur. 10 października 1975 w miejscowości Slatina, Rumunia) – rumuński piłkarz, grający na pozycji pomocnika.

## Kariera piłkarska
Karierę piłkarską rozpoczął w klubie Grivița Bukareszt w sezonie 1995/96, skąd w następnym sezonie przeszedł do Minerul Motru. W sezonie 1998/98 bronił barw klubu Universitatea Craiova, a potem zmienił klub na Argeș Pitești. W lipcu 2003 przeszedł do Karpat Lwów, a po zakończeniu sezonu przeniósł się do Spartaka Iwano-Frankowsk. Latem 2005 wyjechał do Izraela, gdzie został piłkarzem Hapoel Beer Szewa. Potem wrócił do Rumunii, gdzie występował w klubach Argeș Pitești, Alprom Slatina i Victoria Brănești. W Victorii pełnił również funkcje kapitana drużyny.